# اغيل (بني يقطون مغراوة)
اغيل هو دُوَّار يقع بجماعة باب بودير، إقليم تازة، جهة فاس مكناس في المملكة المغربية. ينتمي الدوّار لمشيخة بني يقطون مغراوة التي تضم 7 دواوير. يقدر عدد سكانه بـ 419 نسمة حسب الإحصاء الرسمي للسكان والسكنى لسنة 2004.

## روابط خارجية
- البوابة الوطنية للجماعات الترابية
- المندوبية السامية للتخطيط